# Rendez-Vous (album Jeana-Michela Jarre’a)

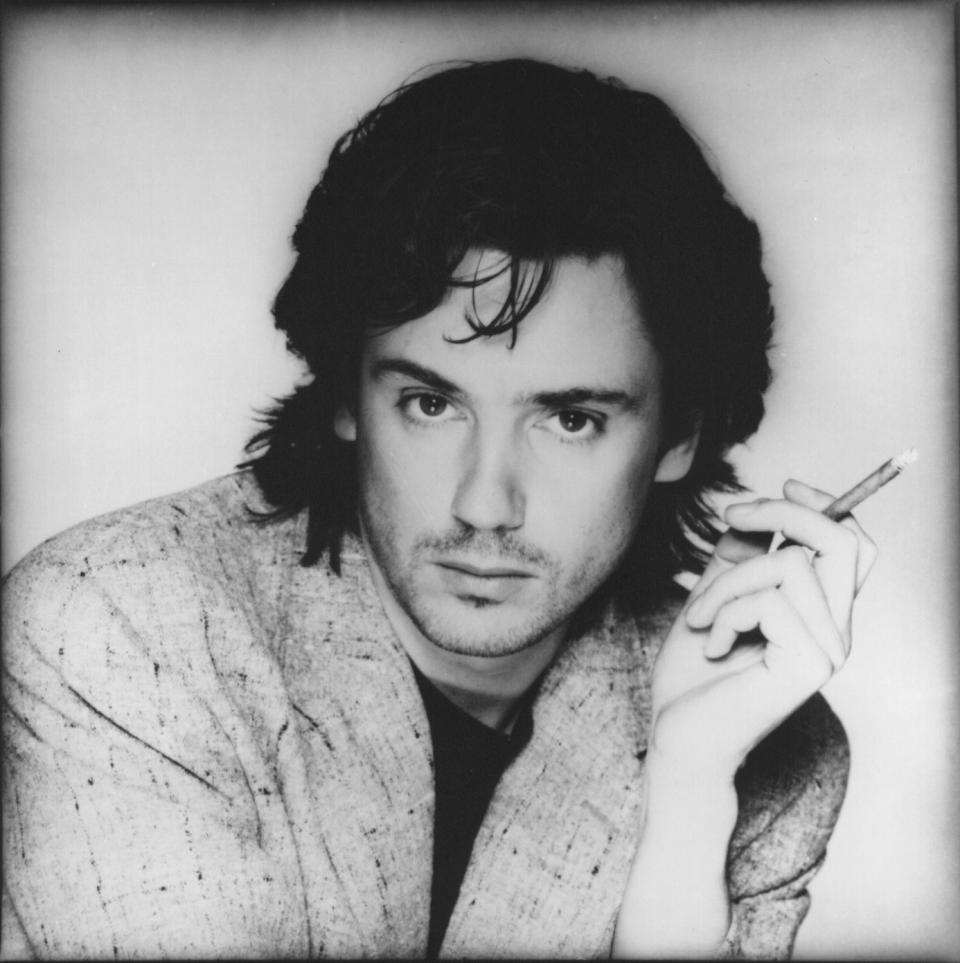
Jean-Michel Jarre (1986)

Rendez-Vous – album francuskiego kompozytora muzyki elektronicznej Jeana-Michela Jarre’a z 1986 roku.
Album uzyskał sprzedaż na poziomie 3 milionów kopii. Ostatni z utworów na płycie nazwany został „Ron's Piece”, aby uczcić pamięć po Ronaldzie McNair, który miał zagrać na saksofonie „The Last Rendez-Vous” z pokładu wahadłowca Challenger, podczas gdy Jarre grałby ten utwór na innych instrumentach na Ziemi. Nie doszło do tego z powodu katastrofy wahadłowca przy starcie, w której zginęła cała 7-osobowa załoga.

## Lista utworów
1. „Premier Rendez-vous / First Rendez-Vous” - 2:54
2. „Deuxième Rendez-vous / Second Rendez-Vous” - 10:55
3. „Troisième Rendez-vous / Third Rendez-Vous” - 3:30
4. „Quatrième Rendez-vous / Fourth Rendez-Vous” - 3:57
5. „Cinquième Rendez-vous / Fifth Rendez-Vous” - 7:41
6. „Dernier Rendez-vous / Last Rendez-Vous (Ron's Piece)” - 6:04

## Wydawnictwa
- CD Dreyfus Records (Francja) 488 141-2, 1986
- CD Dreyfus Records (Kanada) FDM 36146-2, 1986
- CD Polydor (Francja) 829 125-2, 1986
- 7” Polydor (Niemcy) 883 892-7, 1986

Na tej siedmiocalowej płycie winylowej są tylko dwa utwory:

A. Fourth Rendez-Vous (3:45)

B. First Rendez-Vous (2:53)
- LP Polydor (Niemcy) 829 125-1, 1986
- LP Polydor (Wielka Brytania) POLH 27, 1986
- LP Dreyfus Records (Francja) 826 864-1, 1986
- MC Polydor (Wielka Brytania) POLHC 27, 1986